# يورن نوفاك
يورن نوفاك (بالألمانية: Jörn Nowak)‏ (25 أبريل 1986 بألمانيا - ) هو لاعب كرة قدم ألماني في مركز قلب الدفاع. لعب مع روت فايس أوبرهاوزن وكيمنتزر وFC Rot-Weiß Erfurt ‏ وSportfreunde Siegen ‏.

## وصلات خارجية
- جورن نواك على موقع قاعدة بيانات كرة القدم.إي يو (الإنجليزية)
- جورن نواك على موقع بيانات كرة القدم. دي إي (الألمانية)
- جورن نواك على موقع عالم كرة القدم.نت (الإنجليزية)